# Salomó (Tarragonès)
Salomó, al Baix Gaià, és un municipi de la comarca del Tarragonès. És un poble petit, però amb una notable història i patrimoni cultural.
Rodejat de muntanyes i boscos i franquejat pel riu Gaià, ofereix també paisatges que destaquen per la seva varietat i grans contrastos, molt valorats pels excursionistes i pels cicloturistes. La fauna local és la típica en les zones mediterrànies. Entre els mamífers s'acostumen a veure exemplars de conill, guineu, toixó i senglar.
El Ball Parlat del Sant Crist de Salomó és una obra de teatre medieval declarada Festa tradicional d'interès nacional per la Generalitat de Catalunya.

## Geografia
- Llista de topònims de Salomó (Orografia: muntanyes, serres, collades, indrets..; hidrografia: rius, fonts...; edificis: cases, masies, esglésies, etc).

Salomó és un municipi ubicat en el sector nord-est del Tarragonès. Limita amb l'Alt Camp a tramuntana i a ponent, i amb el Baix Penedès a llevant. Es troba al mig del triangle que formen les ciutats de Tarragona, Valls i el Vendrell, a uns 20 km de cadascuna. Té accessos propers a les autopistes AP-7 i AP-2, i disposa d'una estació de ferrocarril.
El nucli de població està situat en el fons d'una petita fossa i està rodejat per la muntanya de Montferri, la Roca Roja, les serres de Bonastre i la serra Alta. El riu Gaià és el límit de ponent del terme municipal, tot excavant una profunda i sinuosa vall que conserva el seu estat més natural i salvatge.

## Història

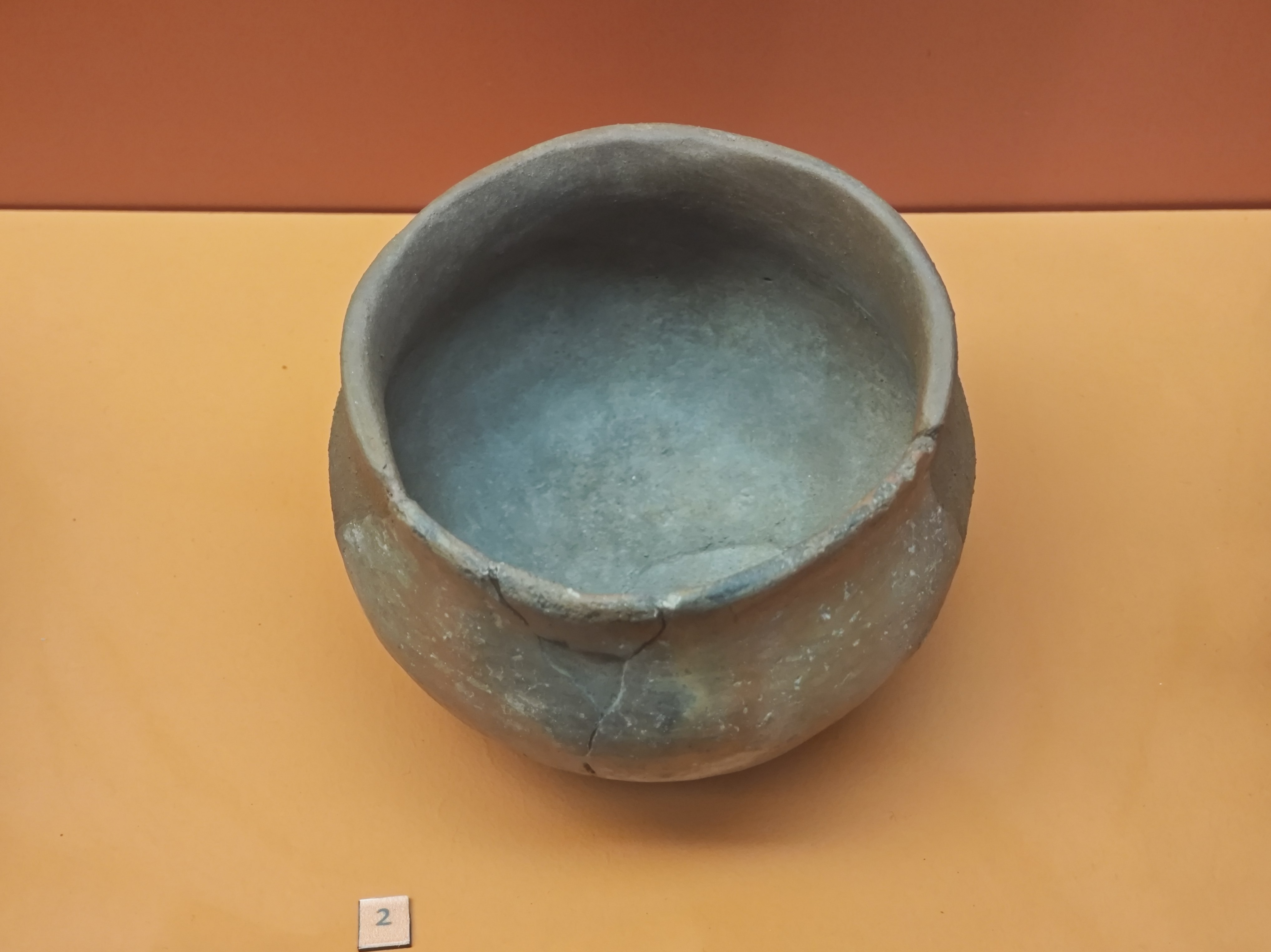
Recipient ceràmic trobat a la Cova Fonda (Salomó) Bronze antic/mitjà- MAC BCN-13641

El terme ja va ser poblat a la prehistòria, segons posen en relleu els diferents materials de pedra, os, ceràmica i metall excavats a la Cova del Vergerars (o Cova Fonda), que es poden datar vers el tercer i el segon mil·lenni abans de Crist, en el període eneolític.
Els documents escrits més antics daten de principis del segle xi, quan el terme formava part del sector més oriental del castell de Castellví de la Marca, en els quals hi consta el nom original de Salamon. A principis del segle xiii, Guillema de Castellvell va fer donació del terme al priorat benedictí de Santa Maria de Banyeres. També es fa menció de l'església. Salomó va rebre una carta de protecció del rei Jaume I,  confirmada després per Joan I. Al llarg de l'edat moderna el terme va ser senyorejat conjuntament pel priorat de Banyeres i el llinatge de Copons.
A la segona meitat del segle xix, Salomó es va veure directament afectat per la tercera Guerra Carlina, per una epidèmia de còlera (1885), i per la plaga de la fil·loxera (1892).
Durant el segle xx, la població de Salomó ha minvat molt considerablement a causa de l'èxode rural. Els vuit-cents habitants que tenia a principis de la centúria han quedat reduïts a la meitat.

## Demografia
| 1497 f | 1515 f | 1553 f | 1717 | 1787 | 1857 | 1877 | 1887 | 1900 | 1910 |
| ------ | ------ | ------ | ---- | ---- | ---- | ---- | ---- | ---- | ---- |
| -      | 14     | 18     | 165  | 462  | 972  | 901  | 856  | 814  | 851  |

| 1920 | 1930 | 1940 | 1950 | 1960 | 1970 | 1981 | 1990 | 1992 | 1994 |
| ---- | ---- | ---- | ---- | ---- | ---- | ---- | ---- | ---- | ---- |
| 775  | 756  | 712  | 703  | 706  | 646  | 518  | 455  | 434  | 434  |

| 1996 | 1998 | 2000 | 2002 | 2004 | 2006 | 2008 | 2010 | 2012 | 2014 |
| ---- | ---- | ---- | ---- | ---- | ---- | ---- | ---- | ---- | ---- |
| 384  | 383  | 382  | 375  | 351  | 439  | 482  | 505  | 540  | 539  |

| 2016 | 2018 | 2020 | 2022 | 2024 | 2026 | 2028 | 2030 | 2032 | 2034 |
| ---- | ---- | ---- | ---- | ---- | ---- | ---- | ---- | ---- | ---- |
| 540  | 564  | 549  | 543  | 525  | -    | -    | -    | -    | -    |

## Economia
En el decurs de les darreres dècades, la població activa del poble ha sofert una important transformació en disminuir els efectius dedicats al sector primari i augmentar la mà d'obra industrial i terciària.
Tot i això, l'agricultura és una de les principals fonts de riquesa a Salomó. Els conreus hegemònics són la vinya i l'olivera tot i que també es cultiven garrofers i palmeres. La Cooperativa Agrícola de Salomó, fundada l'any 1962, està equipada de la tecnologia més moderna per a l'elaboració de vi i oli.
L'activitat industrial i de serveis se centra en les menestralies tradicionals i tallers (serralleries, construcció, mecànica, fusteries), diverses fàbriques (pintures, taps, adobs, roba de bany), una botiga d'exposició de mobles, un escorxador industrial de conills, i també diversos restaurants i els establiments que els subministren (carnisseries, pastisseries, fleca, botigues de queviures i bars).
En el decurs dels darrers anys, Salomó s'ha convertit en un important punt de trobada dels amants de la bona gastronomia, i en especial de la típica calçotada, per la qualitat assolida pels diversos restaurants locals, a hores d'ara famosos arreu del país.

## Patrimoni

### Església de Santa Maria

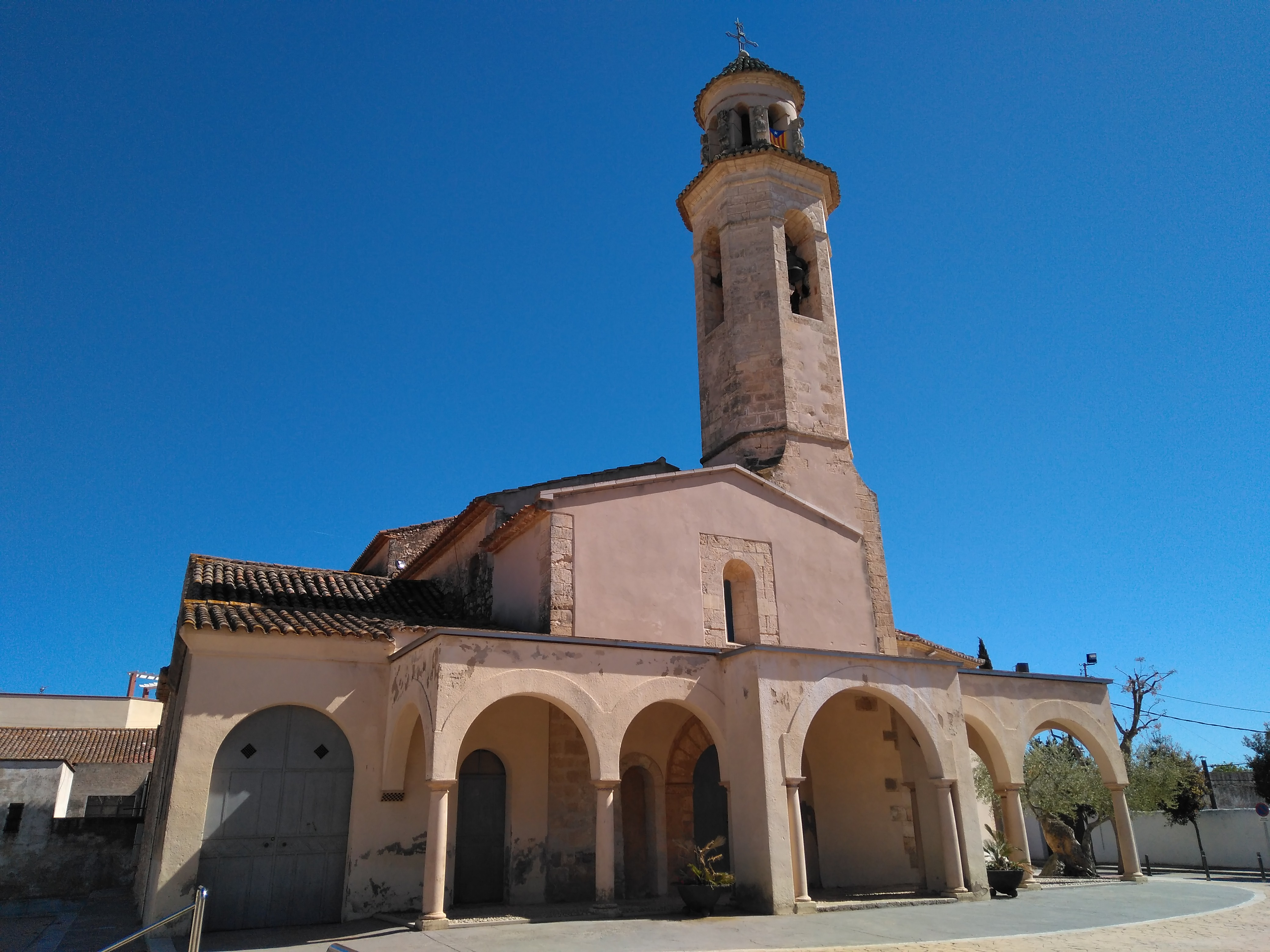
Santa Maria de Salomó

L'església parroquial de Santa Maria està documentada el segle xiii i se’n poden observar una sèrie d'elements romànics. La portalada la constitueix un arc de mig punt i presenta decoració d'escacat a les impostes. També es pot admirar una esvelta finestra de doble esqueixada amb arc de mig punt, una part de la cornisa, i diversos elements decoratius a la façana: uns castells en forma de relleu i diverses creus gregues i de Malta.

### Capella del Sant Crist
Al sector meridional de l'església de Santa Maria s'hi aixeca la Capella del Sant Crist, construïda a principis del segle xviii, d'estil barroc. Presenta planta de creu grega i el creuer és cobert per una elegant cúpula semiesfèrica rematada per una llanterna vuitavada. A les petxines es poden admirar els relleus dels quatre evangelistes. Està decorada amb pintura mural i amb teles obra del pintor vallenc Pons i Monravà (segles XVII-XVIII), format artísticament a Itàlia i adscrit a l'escola tenebrista (estil barroc).

### Cal Cadernal

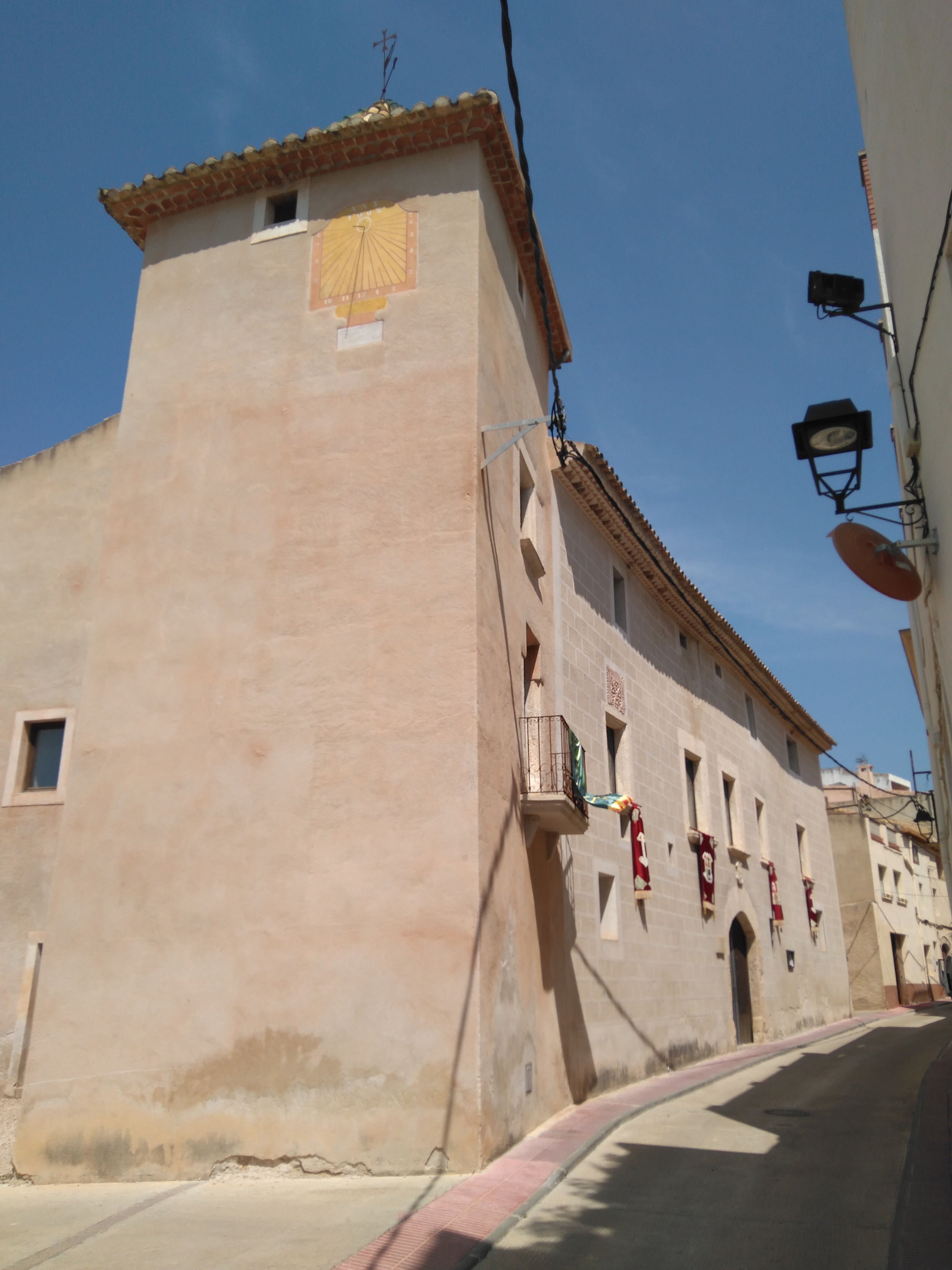
Cal Cardenal

Entre els edificis civils destaca Cal Cadernal la casa pairal de la família Nin, comerciants de Salomó molt vinculats amb la llegenda i la història del Sant Crist. La mansió, d'origen baixmedieval, va ser objecte d'importants obres d'ampliació i reformes, sobretot durant el segle xvii. Aleshores va adquirir la fesomia actual, destacant les seves portes i finestres a les façanes de llevant i de ponent. Els laterals i la part posterior estan rodejats d'una esplèndida muralla merletada de gairebé dos-cents metres, també del segle xvii.

### Ajuntament i antigues escoles
El conjunt que formen l'edifici de l'Ajuntament i les antigues escoles respon a un projecte del conegut arquitecte modernista Cèsar Martinell. Les obres de construcció van tenir lloc entre els anys 1924 i 1925, i van fer possible la urbanització del sector del nucli urbà que enllaça amb la carretera.

## Societat i lleure
Salomó disposa de diverses societats culturals, recreatives i de lleure. En destaca el Casal Salomonenc, fundat l'any 1972, el qual disposa de diverses instal·lacions: pista poliesportiva, piscina, bar i terrassa. Altres entitats són la Societat de Caçadors, la Societat Cultural Salomonenca, el Moto Club Salomó, la Penya Barcelonista... Entre les entitats culturals destaca l'Associació Ball del Sant Crist, encarregada de coordinar les representacions d'aquest acte sacramental, i la Fundació Cal Cadernal, de recerca de la cultura i la història del poble.

## Política municipal
Nombre de regidors per partit
| Junts                    | - | - | - | - | - | - | - | - | - | - | 7 | -  |
| PSC                      | - | 2 | - | - | - | - | - | - | - | - | - | -  |
| PP                       | - | - | - | - | - | - | 0 | 0 | - | 0 | - | -  |
| CiU                      | 3 | 5 | 7 | 7 | 7 | 7 | 7 | 7 | 7 | 7 | - | -  |
| UCD                      | 4 | - | - | - | - | - | - | - | - | - | - | -  |
| Altres                   | - | - | - | - | - | - | - | - | - | - | - | 7a |
| Total                    | 7 | 7 | 7 | 7 | 7 | 7 | 7 | 7 | 7 | 7 | 7 | 7  |
| a Tots per Salomó - FIC; |   |   |   |   |   |   |   |   |   |   |   |    |

## Festes i cultura popular
La diada més rellevant és la Festa Major en honor del Sant Crist, patró de Salomó, el dia tres de maig, celebració de la Invenció de la Santa Creu. La festa s'instituí ja a les darreries del segle xvii i en destaca la solemne Processó del Pa Beneït. A les darreries d'agost, en cap de setmana, se celebren les Festes d'Estiu o Festes d'Agost, de caràcter popular i lúdic. El 16 d'agost se celebra la festa votiva de Sant Roc, protector de la pesta, instaurada per les autoritats locals l'any 1885, en record de l'epidèmia de còlera que va afectar la població els mesos de juliol i agost d'aquell any. La Cavalcada de Reis, la vesprada del 5 de gener, tanca el cicle festiu de Nadal. Ses Majestats els Mags d'Orient reparteixen les joguines a la mainada, casa per casa, de balcó en balcó, al compàs d'una cançó pròpia del poble.

### El Ball Parlat del Sant Crist

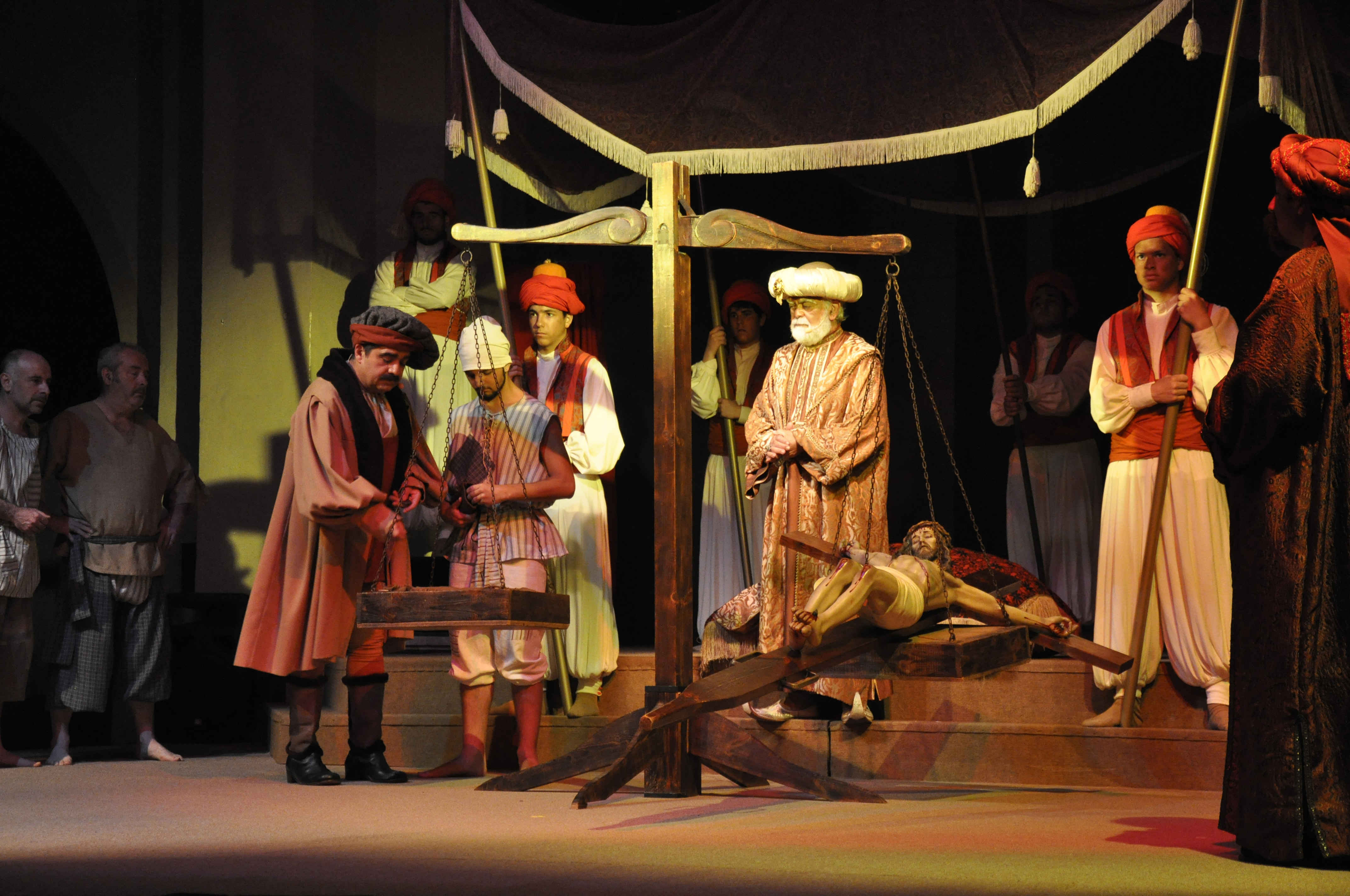
Ball del Sant Crist de Salomó: pesada del Crucifix davant de les autoritats reials.

Salomó representa anualment, durant els quatre primers diumenges de maig a les 12 del migdia, el Ball del Sant Crist, un “ball parlat” que a través de quadres dramàtics i coreogràfics narra una història centenària envoltada de llegenda. Aquesta conta que un mercader salomonenc, Josep Nin, de Cal Cadernal, va portar a la vila un Crucifix miraculós adquirit a un comerciant algerià a pes de plata després de moltes tribulacions. L'origen d'aquest relat es pot situar a mitjan segle xvi. La devoció a la imatge es va estendre per les comarques veïnes i els fidels anaven a Salomó en peregrinació i romeria a retre imatge al patró. Es va instituir una confraria en el seu honor (1691) i es van compondre uns Goigs (els més antics daten de mitjan segle xviii). De la tradició oral i els Goigs en nasqué el text dramàtic del Ball, escrit a mitjan segle xix, i des d'aleshores, representat de forma ininterrompuda.

## Agermanaments
Salomó està agermanat amb les localitats de Bree (Flandes) i Volpago (Itàlia). Cada dos anys es produeix una trobada entre els tres pobles que serveix per a conèixer i enriquir la cultura i els costums de les diverses regions.